# Nguyễn Thị Định
Nguyễn Thị Định (15. März 1920 – 26. August 1992) war eine Generalin der Vietnamesischen Volksarmee während des Vietnamkriegs und Vizepräsidentin Vietnams.

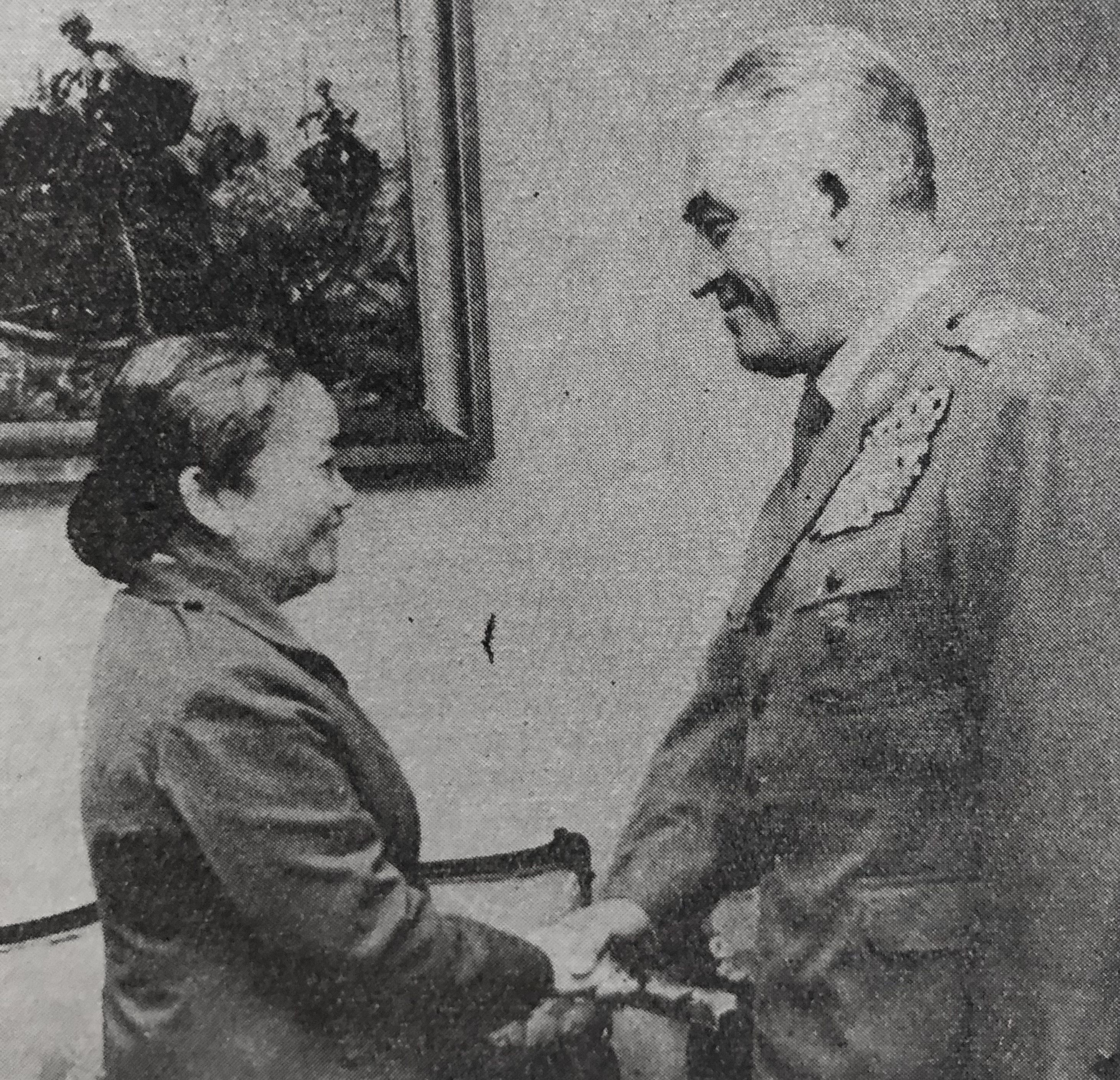
Nguyễn Thị Định mit Józef Urbanowicz – 1976

## Leben und Wirken
Im Jahr 1965 wurde sie zur Vorsitzenden der Südvietnamesischen Frauenbefreiungsvereinigung gewählt, die von Hồ Chí Minh den Namen „langhaarige Kriegerinnen“ erhielt. Ein Teil der Mitglieder der Nationalen Befreiungsfront waren weiterhin Frauen, und viele fühlten sich von dem Versprechen angezogen, dass sich die Rolle der Frauen in der Gesellschaft ändern würde. Ihre Rolle im Krieg war die einer stellvertretenden Kommandeurin der Nationalen Befreiungsfront, und sie wurde als „die wichtigste Revolutionärin des Südens im Krieg“ bezeichnet. Außerdem war sie Kommandeurin einer rein weiblichen Truppe, der so genannten „Langhaarigen Armee“, die Spionage und Kampf gegen die Armee der Republik Vietnam und die United States Army betrieb. Ihre Memoiren wurden übersetzt und 1976 bei Cornell University Press veröffentlicht. Sie wurde von Stanley Karnow für eine Vietnam-Dokumentation interviewt.